# Rostjord
Rostjord är ett jordlager som har berikats av vattenlösliga ämnen från den ovanliggande blekjorden. Främst är det frågan om humusämnen, aluminium och järn, som fälls ut från blekjorden av surt regn. Rostjord utgör B-horisont i podsolprofilen.
Längre ner i jorden är pH-värdet högre. Järnföreningar fälls ut som rost, och jorden färgas brunröd.
Ju rödare jordskiktet är, desto sämre växtlighet har den.